# Koichi Kawai
Koichi Kawai (川井 光一 Kawai Koichi?, nacido el 29 de marzo de 1979 en Ehime) es un exfutbolista japonés. Jugaba de defensa y su último club fue el Ehime FC de Japón.

## Trayectoria

### Clubes
| Club     | País  | Año         |
| -------- | ----- | ----------- |
| Ehime FC | Japón | 2001 - 2006 |